# Valdepiélagos
Valdepiélagos är en kommun i Spanien. Den ligger i den autonoma regionen Madrid, i den centrala delen av landet, 40 km nordost om huvudstaden Madrid. Antalet invånare är 619 (2024).